# Pontifícia Academia Eclesiástica
A Pontifícia Academia Eclesiástica é uma instituição educacional de ensino superior, na qual, desde 1701, se formam os sacerdotes, especialmente o futuro pessoal do corpo diplomático e da secretaria de Estado da Santa Sé. Tem a sua sede no Palazzo Severoli, na Piazza della Minerva, em Roma, Itália.
Apesar do nome, a Pontifícia Academia Eclesiástica não é uma das dez Pontifícias Academias da Santa Sé.
O patrono da Pontifícia Academia Eclesiástica é Antão, o Grande.

## História
O serviço diplomático da Santa Sé pode ser rastreado até 325 d.C., quando o Papa Silvestre I enviou legados para representá-lo no Primeiro Concílio de Niceia. A academia foi criada como Pontifícia Academia dos Nobres Eclesiásticos em 1701 pelo Abade Pietro Garagni, em estreita colaboração com o Beato Sebastião Valfrèdo Oratório de Turim. O nome atual foi dado pelo Papa Pio XI (c. 1930).

## Função
Localizada dentro do Palazzo Severoli na Piazza della Minerva no centro de Roma, a Pontifícia Academia Eclesiástica treina padres católicos enviados por seu bispo de diferentes partes do mundo para estudar diplomacia eclesiástica e internacional, particularmente para que os ex-alunos possam mais tarde ser selecionados para servir em cargos diplomáticos da Santa Sé — em última análise, como núncio papal ou embaixador. Muitos líderes da igreja foram ex-alunos da academia, incluindo os papas Clemente XIII, Leão XII, Leão XIII, Bento XV e Paulo VI.
Os alunos passam quatro anos na academia; três anos obtendo uma licenciatura em direito canônico (JCL) em uma universidade romana, depois dois anos obtendo um doutorado em direito canônico (JCD) (normalmente na Pontifícia Universidade Lateranense). Se os alunos recrutados já tiverem um JCD, seu tempo na PEA será reduzido para dois anos. Os cursos geralmente são de história diplomática, línguas e escrita diplomática e não são considerados acadêmicos, mas sim focados nas habilidades práticas necessárias para servir como diplomata. Ao final de seus estudos, cada aluno deve possuir um conhecimento prático de pelo menos duas línguas, além de sua língua materna.
Os requisitos revistos para aqueles que ingressam na Academia a partir de 2020/2021 incluem um ano de trabalho pastoral num contexto missionário.
Georg Gänswein tornou-se apenas o sexto núncio apostólico ativo que não frequentou a Pontifícia Academia Eclesiástica, o instituto de formação para a maioria dos membros do corpo diplomático da Santa Sé.  Claudio Gugerotti não é ativo, mas serviu como núncio antes de se tornar prefeito do Dicastério para as Igrejas Orientais.
Michael Louis Fitzgerald e Michael August Blume se aposentaram, mas não se formaram na PEA.

## Presidentes
- Matteo Gennaro Sibilia (1701–1704)
- Francesco Giordanini (1704–1720)
- Pellegrino De Negri (1721–1728)
- Tommaso Giannini (1729-1739)
- Girolamo Formaliani (1739-1742)
- Angelo Granelli (1742–1744)
- Pier Matteo Onorati (1744–1762)
- Innocenzo Gorgoni (1763–1764)
- Paolo Antonio Paoli (1775–1798)
- Vincenzo Brenciaglia (1802–1814)
- Giovanni Giacomo Sinibaldi (1814–1843)
- Giovanni Battista Rosani (1843-1847)
- Giuseppe Cardoni (1850–1873)
- Venanzio Mobili (1873–1875)
- Odoardo Agnelli (1875–1878)
- Placido Maria Schiaffino (1878–1884)
- Domenico Ferrata (1884–1885)
- Luigi Sepiacci (1885–1886)
- Francesco Satolli (1888–1891)
- Augusto Guidi (1892–1894)
- Filippo Castracane degli Antelminelli (1895–1898)
- Rafael Merry del Val e Zulueta (1900–1903)
- Francesco Sogaro (1903–1912)
- Giovanni Maria Zonghi (1914–1941)
- Paolo Savino (1941–1959)
- Giacomo Testa (1959–1962)
- Gino Paro (1962–1969)
- Salvatore Pappalardo (1969–1970)
- Felice Pirozzi (1970–1975)
- Domenico Enrici (presidente interino; 1974–1975)
- Cesare Zacchi (1975–1985)
- Justin Francis Rigali (1985–1989)
- Karl-Josef Rauber (1990–1993)
- Gabriel Montalvo Higuera (1993–1998)
- Jorge Zur (1998–2000)
- Justo Mullor García (2000–2007)
- Beniamino Stella (2007–2013)
- Giampiero Gloder (2013–2019)
- Joseph Salvador Marino (2019 –2023)
- Salvatore Pennacchio (2023 –presente)

## Pontífices ex-alunos da Academia
- Papa Clemente XIII
- Papa Leão XII
- Papa Leão XIII
- Papa Benedicto XV
- Papa Paulo VI